# Lysionotus
Lysionotus, biljni rod iz porodice gesnerijevki. Pripadaju mu 35 vrsta: Azija od istočnih Himalaja preko Kine do Japana, Tajvana i Indokine

## Etimologija
Ime roda dolazi od grčkog λύσις, liza = odvajanje; i νώτος, nōtos = iza, straga, što znači da su lokule kapsule pucale straga.

## Opis
Lysionotus je rod od oko 30 vrsta, rasprostranjenih od sjeverne Indije i Nepala na istok preko sjevernog Tajlanda, sjevernog Vijetnama i južne Kine do južnog Japana. Vrste često imaju mesnate podzemne rizome, pretvarajući se u snažne cvjetne stabljike. Nekoliko je vrsta postalo popularna kultivirana biljka, podnoseći vani relativno niske temperature u umjerenim regijama.  Broj kromosoma: 2n = 32.

## Staništa
Epifitski rastu na drveću u šumi ili na vlažnom kamenju obraslom mahovinom; na visinama od 300 - 3100m.

## Vrste
1. Lysionotus aeschynanthoides W. T. Wang
2. Lysionotus atropurpureus H. Hara
3. Lysionotus bijantiae D. Borah & A. Joe
4. Lysionotus chatungii Taram, A. P. Das & Tag
5. Lysionotus chingii Chun ex W. T. Wang
6. Lysionotus coccinus G. W. Hu & Q. F. Wang
7. Lysionotus confertus C. B. Clarke
8. Lysionotus denticulosus W. T. Wang
9. Lysionotus fengshanensis Yan Liu & D. X. Nong
10. Lysionotus forrestii W. W. Sm.
11. Lysionotus gamosepalus W. T. Wang
12. Lysionotus gracilis W. W. Sm.
13. Lysionotus hagiangensis C. H. Nguyen & Aver.
14. Lysionotus heterophyllus Franch.
15. Lysionotus involucratus Franch.
16. Lysionotus kingii (C. B. Clarke) Hilliard
17. Lysionotus kwangsiensis W. T. Wang
18. Lysionotus levipes (C. B. Clarke) B. L. Burtt
19. Lysionotus longipedunculatus (W.T.Wang) W.T.Wang
20. Lysionotus metuoensis W. T. Wang
21. Lysionotus microphyllus W. T. Wang
22. Lysionotus namchoomii Chowlu, C.H.Nguyen, K.Gogoi & Aver.
23. Lysionotus oblongifolius W. T. Wang
24. Lysionotus palinensis G. D. Pal
25. Lysionotus pauciflorus Maxim.
26. Lysionotus petelotii Pellegr.
27. Lysionotus pubescens C. B. Clarke
28. Lysionotus sangzhiensis W. T. Wang
29. Lysionotus serratus D. Don
30. Lysionotus sessilifolius Hand.-Mazz.
31. Lysionotus sulphureoides H. W. Li & Y. X. Lu
32. Lysionotus sulphureus Hand.-Mazz.
33. Lysionotus tairukouensis S. S. Ying
34. Lysionotus wilsonii Rehder
35. Lysionotus ziroensis Nampy, N.Krishna, Amrutha & M.K.Akhil